# Elsloobreuk
De Elsloobreuk is een breuk in Nederlands Zuid-Limburg en aangrenzend Belgisch Limburg.
De breuk is vernoemd naar Elsloo.
Op ongeveer twee en drie kilometer naar het zuidwesten liggen respectievelijk de Schin op Geulbreuk en de Geullebreuk en op ongeveer drie kilometer naar het oosten ligt de Neerbeekbreuk. In het verlengde van de Elsloobreuk begint drie kilometer naar het zuidoosten de Kunraderbreuk.

## Ligging
De breuk loopt noordwest-zuidoost door het Maasdal en over het westelijke gedeelte van het Plateau van Graetheide langs de plaatsen Urmond, Stein, Elsloo en Beek. De breuk komt daarbij tevens langs de Heuvel en eindigt in het dal van de Keutelbeek.

## Geologie
De breuken in Zuid-Limburg zijn ontstaan doordat tijdens het Pleistoceen de Ardennen omhoog kwamen, waardoor het gebied tussen de Ardennen en de Feldbissbreuk mee werd opgeheven en er breuken ontstonden.